# Gerd Friedrich
Gerd Friedrich (* 28. Oktober 1928 in Berlin) ist ein deutscher Wirtschaftswissenschaftler und ehemaliger Hochschullehrer in der Deutschen Demokratischen Republik (DDR). Der zweifache Nationalpreisträger der DDR war langjähriger Vorsitzender des „Wissenschaftlichen Rats für Fragen der Leitung in der Wirtschaft“ und galt als einer der führenden DDR-Wissenschaftler auf dem Gebiet der Wirtschaftsführung. 

## Leben
Friedrich studierte von 1947 bis 1950 Wirtschaftswissenschaften an der Humboldt-Universität Berlin, erwarb das Diplom und wurde wissenschaftlicher Assistent. 1955 wurde er mit einer Arbeit über die „Kooperation zwischen Volkseigenen Betrieben (VEB) im Automobil- und Traktorenbau der DDR“ promoviert. 
Anschließend wurde er Dozent an der Hochschule für Ökonomie „Bruno Leuschner“ Berlin (HfÖ), wo er 1961 mit der Schrift „Zur Arbeit der staatlichen Leitungsorgane der sozialistischen Industrie mit Leitbetrieben“ habilitiert und zum Professor berufen wurde. An der HfÖ war er maßgeblich am Aufbau des Lehrgebiets Industrieökonomie beteiligt.
1967 wechselte Friedrich als Direktor an das „Institut für sozialistische Wirtschaftsführung beim Ministerium für Leichtindustrie“ in Woltersdorf (bei Berlin). Ein Jahr später wurde er stellvertretender Direktor des „Zentralinstituts für sozialistische Wirtschaftsführung beim Zentralkomitee (ZK) der Sozialistischen Einheitspartei Deutschlands (SED)“. Im selben Jahr wurde Friedrich Vorsitzender des Wissenschaftlichen Rats für Fragen der Leitung in der Wirtschaft und Chefredakteur der Fachzeitschrift Wirtschaftswissenschaften. 1975 wurde Friedrich zum korrespondierenden und 1986 zum ordentlichen Mitglied der Akademie der Wissenschaften der DDR berufen. Seit 1993 ist Friedrich Mitglied der Leibniz-Sozietät der Wissenschaften zu Berlin.

## Werk
Friedrich war einer der führenden DDR-Wissenschaftler auf dem Gebiet der Wirtschaftsführung und war beteiligt an theoretischen Vorarbeiten und konkreten wirtschaftspolitischen Maßnahmen im Rahmen der Wirtschaftsreform der 1960er Jahre. Seine wichtigsten Forschungsthemen widmeten sich den Problemen bei der Verstaatlichung der Industrieproduktion und deren Organisation danach.

## Schriften (Auswahl)
- Grundriss der Volkswirtschaftsplanung der DDR. Berlin 1957
- Aufgaben und Arbeitsweise der VVB. Berlin 1959
- Einführung in die Lehre von der sozialistischen Wirtschaftsführung (mit H. Koziolek). Berlin 1967
- Die Entscheidungstheorie und Vervollkommnung der Leitungsentscheidungen in der sozialistischen Wirtschaft. Berlin 1976
- Zur Vervollkommnung der Leitung, Planung und Organisation der Kombinate. Berlin 1981.
- Der globale Kapitalismus und die Zukunft des Sozialstaates (= Pankower Vorträge 19), Helle Panke, Berlin 2000

## Ehrungen
- 1969 und 1976 Nationalpreis der DDR